# Heinrich Ratjen

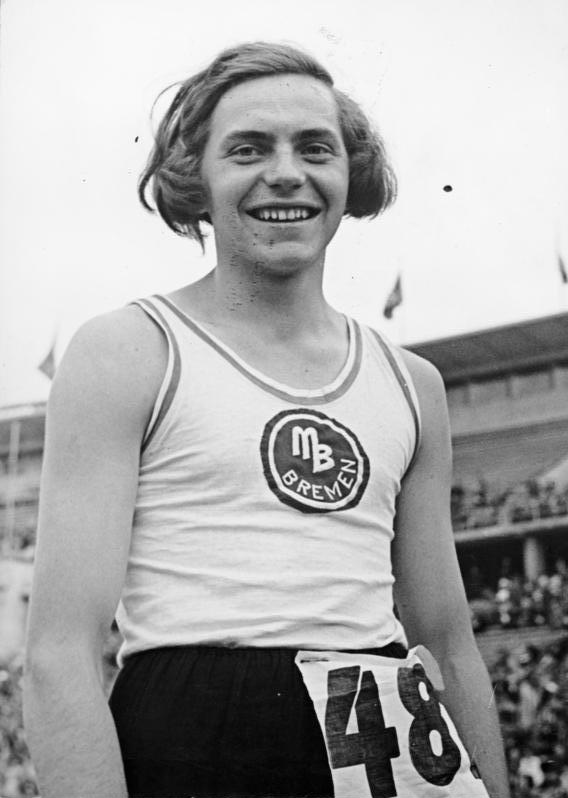
Dora Ratjen (1937)

Heinrich „Heinz“ Ratjen (* 20. November 1918 in Erichshof; † 22. April 2008 in Bremen) war ein intergeschlechtlicher deutscher Leichtathlet. Unter dem Geburtsnamen Dora Ratjen nahm er 1936 an den Olympischen Spielen in Berlin am Hochsprungwettbewerb der Damen teil und erreichte Platz vier. 1938 sprang Ratjen Frauen-Weltrekord und wurde Europameisterin. Im selben Jahr endete die sportliche Karriere als Frau. Anfang 1939 wurde Ratjens formaljuristisches Geschlecht (vergleiche Personenstand) auf „männlich“ und sein Vorname auf „Heinrich“ geändert.

## Leben
Angaben über Ratjens Biografie sind spärlich und zum Teil widersprüchlich, lediglich der Sektion für Sexualmedizin des Universitätsklinikums Kiel liegen Ermittlungsunterlagen aus den Jahren 1938 und 1939 vor.
1938 gab diesen Unterlagen zufolge Vater Heinrich Ratjen der Polizei zu Protokoll, dass bei der Geburt die äußeren Geschlechtsorgane seines Kindes einem Geschlecht nicht eindeutig zugeordnet werden konnten. Da die Eltern jedoch den Angaben der Hebamme trauten, das Geschlecht sei weiblich, wurde Ratjen als Mädchen erzogen, trug Mädchenkleidung und besuchte eine Mädchenschule. „Von meinen Eltern bin ich als Mädchen großgezogen“, erklärte Ratjen 1938 bei seiner polizeilichen Vernehmung. „Von meinem elften oder zwölften Lebensjahr an kam mir schon das Bewusstsein, dass ich kein Mädchen, sondern ein Mann war. An meine Eltern habe ich aber niemals die Frage gestellt, warum ich als Mann Frauenkleider tragen muss.“
Im Jahre 1934 ergriff Ratjen nach dem Schulabschluss einen „Frauenberuf“ als Packerin in einer Tabakfabrik und trat beim Sportverein Komet Bremen ein. Ratjen gehörte bald zu den Besten in der Disziplin Hochsprung, war ab 1934 mehrfach Gaumeisterin, 1936 bis 1938 dreimal in Folge sogar Deutsche Meisterin im Hochsprung und gehörte damit zu den leistungsstärksten Kandidatinnen für den deutschen Olympiakader.

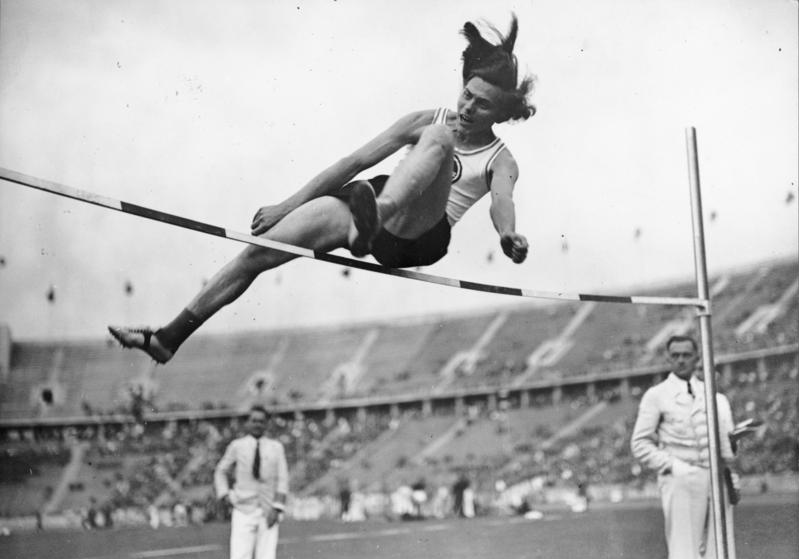
Dora Ratjen (1937)

1936 wurde Ratjen bei den Olympischen Spielen im Hochsprungwettbewerb der Damen mit der Höhe von 1,58 m hinter der Ungarin Ibolya Csák, der Britin Dorothy Odam und seiner Mannschaftskollegin Elfriede Kaun Vierte. Auch im Olympiafilm von Leni Riefenstahl ist Ratjen zu sehen. Als deutsche Meisterin ersetzte Dora Ratjen nicht – wie oft vermutet – die am Start gehinderte jüdische Gretel Bergmann, sondern war als zweites Teammitglied neben Kaun bei drei Startberechtigungen für den deutschen Kader ohnehin qualifiziert. Der dritte Platz blieb unbesetzt, um gegenüber der Weltöffentlichkeit behaupten zu können, man halte ihn für die angeblich verletzte Gretel Bergmann frei. In der Fach- und Tagespresse wurde keine Begründung geliefert.
Bei den Leichtathletik-Europameisterschaften 1938 in Wien, bei denen erstmals Frauen zugelassen waren, wurde Ratjen mit der neuen Weltrekordhöhe von 1,70 m Europameisterin. Auf der Rückreise stellte ein Magdeburger Polizeiarzt fest, dass Ratjen männliche Genitalien hatte, aber durch einen Narbenstrang seit der Geburt eine anatomische Abweichung besaß. Ratjens Vater erklärte bei seiner Befragung, dass „Dora […] im Stehen kein Wasser lassen könne.“ Ratjen selbst war froh darüber, dass seine Doppelexistenz beendet war, protokollierte die Polizei. „Er hat diesen Zeitpunkt schon seit längerer Zeit erwartet, denn er war sich darüber klar, dass eines Tages die sportliche Betätigung als Frau nicht mehr tragbar sein wird.“
In der Öffentlichkeit blieb der Fall, nachdem einige Tageszeitungen Ratjens Disqualifikation gemeldet hatten, danach tabu. Am 12. Oktober 1938 erging die Presseanweisung, dass „über Dora Ratjen […] nichts mehr gebracht werden [soll]. Eine Mitteilung im Pressedienst des Reichsbundes für Leibesübungen vom 8. Oktober dient nur zur Information.“ In dieser Mitteilung, erschienen im Fachblatt Der Leichtathlet, war kurz bekannt gegeben worden, dass Ratjen aus medizinischen Gründen nicht mehr zu Frauenwettkämpfen zugelassen sei. Ratjen wurden der Meistertitel und vier Weltrekorde aberkannt, neue Europameisterin wurde die Olympiasiegerin Ibolya Csák. Das Reichsfachamt Leichtathletik (Vorläufer des Deutschen Leichtathletik-Verbandes) entzog Ratjen das Startrecht bei internationalen Wettbewerben. Die Begründung lautete offiziell „Verstoß gegen das Amateurstatut“.
Ratjens Vater wehrte sich zunächst gegen die Tatsache, dass „Dora“ ein Mann war. Er lehnte anfangs eine Namensänderung ab und erklärte, „dass Dora unter keinen Umständen Männerkleidung tragen dürfe […] Er dulde auf keinen Fall, dass Dora einen männlichen Beruf ergreife“. Am 11. Januar 1939 wurde das Geschlecht Ratjens in den amtlichen Urkunden und der Vorname in Heinrich geändert. Am 10. März 1939 wurde das Ermittlungsverfahren gegen Ratjen von der Staatsanwaltschaft Magdeburg eingestellt: „Der Tatbestand des Betruges entfällt, weil die Absicht, sich einen Vermögensvorteil zu verschaffen, nicht festgestellt werden kann.“ 1939 erhielt Ratjen ein neues „Arbeitsbuch, eine Invalidenkarte und ein Mitgliedsbuch der Deutschen Arbeitsfront“. Um ihn von seiner Familie zu trennen, wurde Ratjen am 1. Oktober 1939 nach Hannover zum Reichsarbeitsdienst vermittelt.
Am Zweiten Weltkrieg hat Ratjen nach eigenen Angaben als Soldat teilgenommen. Später führte er die von seinen Eltern übernommene Gastwirtschaft in Bremen.

## Rezeption
Verwirrung über Leben und Rolle der Dora Ratjen entstand vor allem durch einen Artikel des US-amerikanischen Time Magazine, das 1966 berichtete: „Neunzehn Jahre später tauchte Dora als Hermann [sic!] auf, ein Kellner in Bremen, der tränenreich gestand, dass er von den Nazis gezwungen wurde, sich als Frau auszugeben‚ für den Ruhm und die Ehre Deutschlands‘. Hermann seufzte: ‚Für drei Jahre lebte ich das Leben eines Mädchens. Es war stumpf‘.“ 2009 schrieb Der Spiegel dazu: „Ob ‚Time‘ mit Ratjen gesprochen hat, ist unklar. Die Angaben zu seiner Person in dem Beitrag sind spärlich und unpräzise […] Diese Darstellung wird von da an weiter kolportiert“, so beispielsweise 1967 von Der Spiegel und gelangte schließlich auch in die Sportliteratur.
Das Motiv des von den Nationalsozialisten instrumentalisierten Ratjen nimmt auch der Kinofilm Berlin 36 aus dem Jahr 2009 auf.
Auch die am Start bei den Olympischen Spielen gehinderte Gretel Bergmann, die in der Folge Interviews gab, war der Überzeugung, dass es sich um einen Verschwörungsplan handelte, allerdings stammen ihre Informationen nach eigener Aussage ebenfalls aus Zeitungsartikeln aus den 1960er Jahren. Vor diesem Zeitpunkt bestanden von ihrer Seite und bei ihrer Teamkollegin Elfriede Kaun keinerlei Verdacht.
Im überlieferten Aktenmaterial der Reichssportführung, Polizeibehörden und Gerichte findet sich kein Beleg für eine solche Intrige. Auch in einem Bericht der Sicherheitspolizei an Staatssekretär Hans Heinrich Lammers in der Reichskanzlei, unterschrieben von Reinhard Heydrich, findet sich lediglich eine weitgehend objektive Schilderung des Sachverhalts. Für operative oder hormonelle Behandlungen gibt es trotz mehrfacher Erwähnung in Pressemeldungen ebenfalls keinen amtlichen Beleg.
Die Geschichte Heinrich / Dora Ratjens wird im Roman "Der Mann, der die Frauen-Europameisterschaft gewann" von Petr Manteuffel thematisiert. Hier geht es hauptsächlich um die 'Entlarvung' und die nachfolgenden Verfahren durch die nationalsozialistische Justiz und Medizin.
Verfilmung
- Berlin 36. Filmdrama von Kaspar Heidelbach, Deutschland 2009; Darsteller von Dora Ratjen (im Film Marie Ketteler genannt) ist Sebastian Urzendowsky.

## Wissenschaftliche Aufarbeitungen
Fundierte wissenschaftliche Arbeiten über Ratjen sind rar gesät. Dennis Krämer versteht die Behandlung Ratjens in der Zeit des Nationalsozialismus als paradigmatisches Zeitzeugnis, wie unter den Bedingungen eines autoritären Staats mit Menschen mit Geschlechtervariationen umgegangen wurde, indem diese durch systematische Pathologisierung, Tabuisierung und Kriminalisierung in der Öffentlichkeit unsichtbar gemacht wurden. Als Belege führt Krämer in der Causa Ratjen unter anderem ein am 22. September 1938 formuliertes ärztliches Attest, ein Berichterstattungsverbot des Reichsbundes für Leibesübungen vom 12. Oktober 1938 sowie die juristisch besiegelte Klassifikation im oppositionellen anderen Geschlecht im Jahr 1939 an, in deren Folge „Dora Ratjen“ in „Heinrich Ratjen“ (nach dem Vater) umbenannt wurde. Krämer argumentiert, dass es sich bei Ratjen nicht um einen Mann in Frauenkleidern, wie nach der Festnahme festgestellt wurde, sondern um eine intersexuelle Person handelte, die sich im Rahmen der medizinischen Untersuchung selbst als „Zwitter“ outete.

„In Abgrenzung hierzu wurde der intersexuelle Körper somit nicht nur als ein biologischer ‚Widerspruch‘ verhandelt, sondern ferner als eine ‚Antipode des Politischen‘, die politische Ordnung jener Zeit unterwandernden Geschlechtskörper markiert und so diskursiv ‚unsichtbar‘ gemacht. In diesem Sinne lässt sich das Eingreifen im Falle Ratjens als exemplarischer Beleg dafür begreifen, wie eine repressive Staatsform einen autoritären Gesellschaftskörper über den Zugriff auf einen einzelnen Geschlechtskörper sicherstellte und so Ordnungssysteme in gesellschaftlichen Teilbereichen wie dem Sport oder den öffentlichen Raum stabilisierte.“